# Freshwater Lake
Freshwater Lake ist ein See, 3,2 Kilometer von Laudat entfernt auf dem kleinen Inselstaat Dominica. Er liegt im Nationalpark Morne Trois Pitons. Aus dem See entspringt der Fluss Roseau.
Der See ist vulkanischen Ursprungs und wurde durch einen künstlichen Damm vergrößert. Außerdem wird der Damm zur Erzeugung von elektrischem Strom genutzt.
Der See ist der größte der vier Seen Dominicas. In dem See wurden drei verschiedene Süßwasserschneckenarten gefunden, Biomphalaria kuhniana, Melanoides tuberculata und Physa marmorata.